# 星际舰队
| 星际旅行中主要的种族与势力              |
| --------------------------------------- |
| 星際聯邦 · 人类 · 瓦肯人 · 安多利人     |
| 貝塔索人 · 波利安人 · 德诺布拉人        |
| 罗慕伦人 · 克林贡人 ·巴库人 · 索利安人  |
| 葛恩人 · 佛瑞吉人 · 博格人 · 卡松人     |
| 卡达西人 · 贝久人 · 楚尔人 · 希罗吉恩人 |
| 自治同盟 · 布林人 · 新地人 · 8472种族   |

星際艦隊（Starfleet），是影視片集星空奇遇記中星際聯邦的正規軍隊及外太空探索部隊。

## 概述
在片集中，星際艦隊為星聯的主力軍隊，艦隊的任務主要為增加星聯對銀河系和各種族的了解、擔當國防及外交職位和增進聯邦科技實力。而於緊急情況下才會發動戰爭或主動攻擊敵人。星際艦隊也奉行「最高指導原則」，絕不主動接觸，甚至攻擊前曲速文明。因此，星際艦隊被稱為「維和艦隊」及「人道艦隊」。

## 歷史

### 前星聯時期
- 約22世紀初建立。
- 22世紀中期成為地球聯邦的主力軍，專門負責國防和探索外太空。

### 星聯時期
- 2161年，星聯建立，星際艦隊更名聯邦星際艦隊。

## 旗下機構
- 星艦學院
- 星艦醫學院
- 軍法總署
- 特別安全組
- 星區防衛隊
- 上訴委員會
- 科技評估理事會

## 舰队陣容
- 企業號星艦
- 航海家號星艦
- 勇抗號星艦
- 元首级星舰
- 银河级星舰
- 星云级星舰
- 无畏级星舰
- 米兰达级星舰
- 星宿级星舰
- 复兴级星舰
- 黄道带级星舰
- 挑战者级星舰
- 军刀级星舰
- 自由级星舰
- 宪法级星舰
- 大使级星舰
- 神舟號星舰